# A második bolgár leva pénzérméi
A második bolgár leva pénzérméi 1952 és 1962 között forgalomban, ezeket 1962-ben a harmadik bolgár leva váltotta le. Az érmék egyenként 1 stotinka, valamint 3, 5, 10, 20, 25 és 50 stotinki, továbbá 1 leva értékűek.

## Érmék
Az egylevás érme és az egyenértékű egylevás bankjegy együtt volt forgalomban.
| Névérték    | Előlap     | Hátlap          | Átmérő  | Tömeg | Vastagság | Anyag      | Verési év(ek) |
| ----------- | ---------- | --------------- | ------- | ----- | --------- | ---------- | ------------- |
| 1 stotinka  | Búzakalász | Bulgária címere | 15 mm   | 1 g   | 0,85 mm   | Bronz      | 1951          |
| 3 stotinki  | Búzakalász | Bulgária címere | 19,8 mm | 2,4 g | 1,1 mm    | Sárgaréz   | 1951          |
| 5 stotinki  | Búzakalász | Bulgária címere | 22 mm   | 3,1 g | 1,2 mm    | Bronz      | 1951          |
| 10 stotinki | Búzakalász | Bulgária címere | 17 mm   | 1,8 g | 1 mm      | Réz-nikkel | 1951          |
| 20 stotinki | Búzakalász | Bulgária címere | 21 mm   | 3 g   | 1,14 mm   | Réz-nikkel | 1952, 1954    |
| 25 stotinki | Búzakalász | Bulgária címere | 22 mm   | 3 g   | 1,2 mm    | Réz-nikkel | 1951          |
| 50 stotinki | Búzakalász | Bulgária címere | 23 mm   | 3,8 g | 1,35 mm   | Réz-nikkel | 1959          |
| 1 leva      | Olívaág    | Bulgária címere | 25 mm   | 5,1 g | 1,4 mm    | Réz-nikkel | 1960          |